# 义熙土断
义熙土断，是东晋末年的一次土断。土断是东晋南朝整顿地方行政机构，清查户籍、废除侨置郡县，使侨寓户口编入所在郡县、确保赋役的措施。
东晋、南朝曾在其管辖地区内，用北方地名设立郡县（即侨置郡县），安置北方士族，保持其特权。当时侨置州、郡、县无一定边界，不征租税徭役。致使户籍十分紊乱，政令、军令难以贯彻，士族又乘机隐匿人户，广占田园，大肆兼并，影响朝廷财政收入。政府下令侨寓人户，自王公以下皆以土著为断，就地入籍。晋成帝咸和年间便行土断，晋哀帝兴宁二年（364年）第二次土断称为庚戌土断。义熙九年（413年）刘裕向晋安帝请申“庚戌之制”，实行“依界土断”。刘裕主持土断，雷厉风行，除居南徐州、南兗州、南青州三州在晋陵郡界内（江苏镇江、常州一带）者不在土断之例外，其余皆依界土断，自此侨置郡县多被裁省。